# Josef Ohrwalder

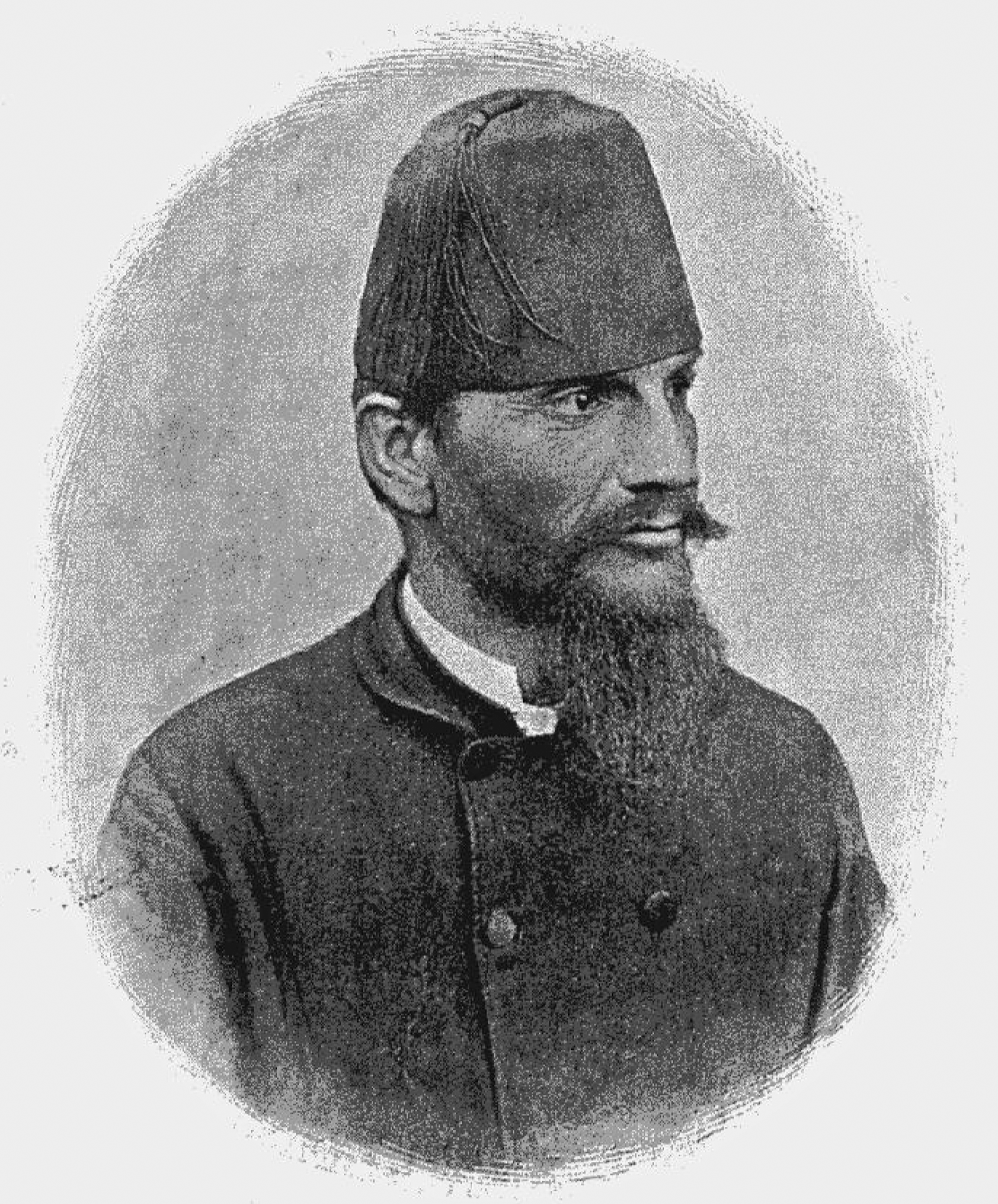
Josef Ohrwalder (1892)

Josef Ohrwalder (* 6. März 1856 in Lana, Kaisertum Österreich; † 7. August 1913 in Omdurman, Anglo-Ägyptischer Sudan) war ein Comboni-Missionar und Autor.

## Leben
Ohrwalder schloss sich dem Missionsverein Daniele Combonis an und wurde 1880 in Kairo zum katholischen Priester geweiht. 1881 reiste er über Khartum zur Mission Delen in den Nuba-Bergen. Diese führte er gemeinsam mit Pater Luigi Bonomi. Im Zuge des beginnenden Mahdi-Aufstandes wurde die Station wiederholt angegriffen. 1882 wurde Ohrwalder schließlich durch die Mahdisten gefangen genommen und nach El Obeid gebracht. Ab 1886 wurde er in der Hauptstadt der Mahdisten Omdurman gefangen gehalten. 1891 konnte Ohrwalder mit zwei italienischen Missionsschwestern fliehen. In Kairo verfasste Ohrwalder sein Buch Aufstand und Reich des Mahdi im Sudan und meine zehnjährige Gefangenschaft dortselbst. Dieses und das von Slatin Pascha verfasste Buch Feuer und Schwert im Sudan waren populäre Schriften, die eine Wiedereroberung des Sudan durch Großbritannien befürworteten. Die Stimmung in der britischen Bevölkerung war durch die beiden Berichte gegen das Kalifat von Omdurman eingestellt.

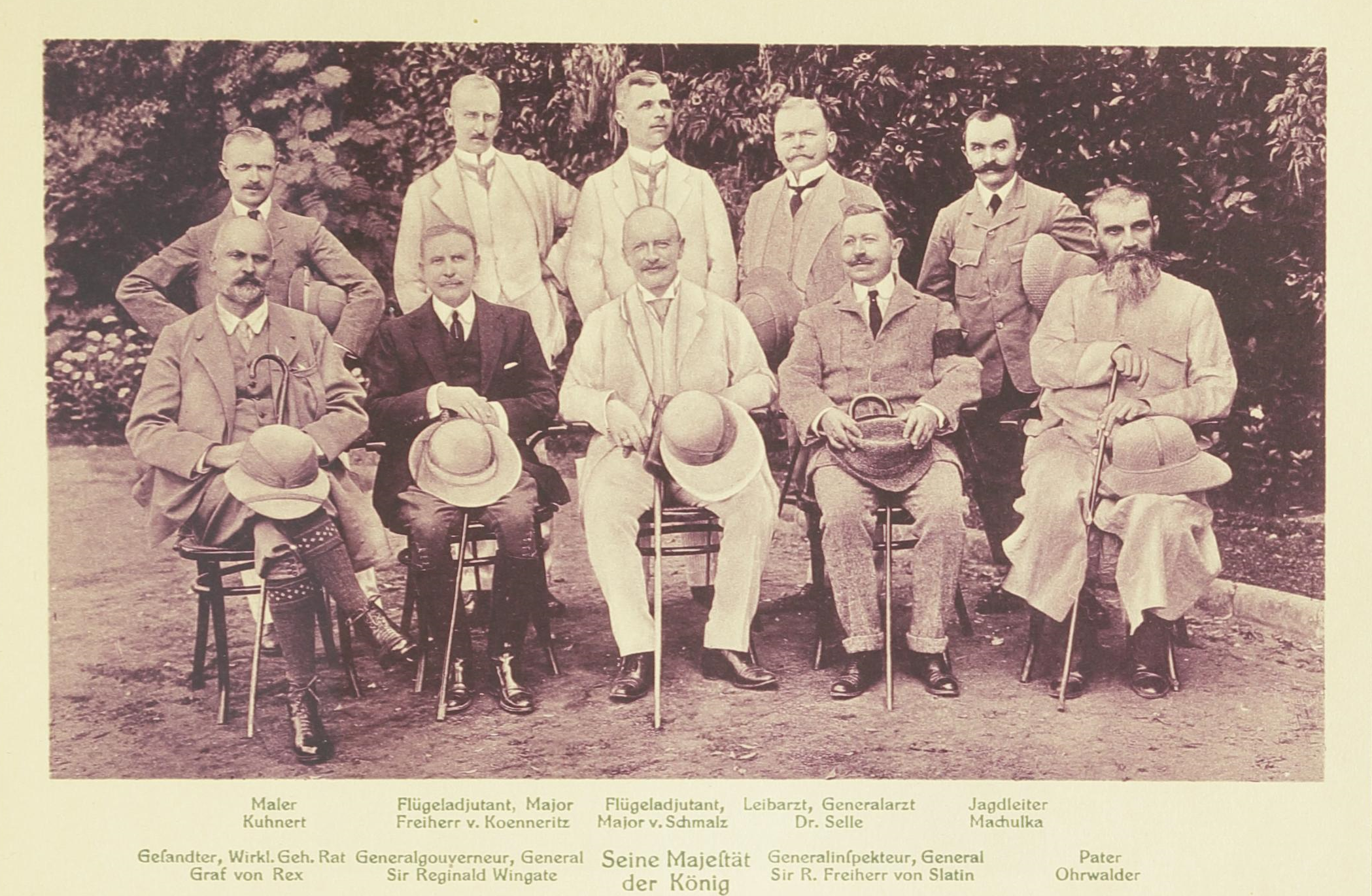
Pater Ohrwalder in Begleitung des sächsischen Königs Friedrich August III. bei dessen Reise durch Sudan und Ägypten, 1911

Nach einem kurzen Aufenthalt in Österreich hielt sich Ohrwalder ab 1892 wieder in Ägypten und im Sudan auf. Zuerst arbeitete er in Suakin. Die Stadt war für rund 10 Jahre, neben dem ägyptischen Grenzgebiet, der einzige Punkt im Sudan, der von den Briten gegen die Mahdisten gehalten wurde. Nach der Niederschlagung des Mahdi-Aufstandes in der Schlacht von Omdurman war er, zusammen mit dem deutschen Mitbruder Pater Wilhelm Banholzer, der erste Missionar, der nach 15 Jahren wieder Khartum betrat. Bis zu seinem Tod war er in Omdurman als Missionar tätig.

## Schriften
- Aufstand und Reich des Mahdi im Sudan und meine zehnjährige Gefangenschaft dortselbst. Innsbruck 1892.